# باغ گیاه‌شناسی پردانا
باغ گیاه‌شناسی پردانا (انگلیسی: Perdana Botanical Gardens) با نام‌های سابق باغ دریاچه پردانا، باغ دریاچه و باغ عمومی، اولین پارک تفریحی کوالا لامپور در مقیاس بزرگ است. با برآورد مساحتی بالغ بر ۹۱٫۶ هکتار (۲۲۶ جریب فرنگی)، در مرکز شهر واقع شده و در سال ۱۸۸۸ ایجاد گردید. پارک به عنوان مکانی برای دوری از جنب و جوش و شلوغی شهر در طی دوران استعمار تلقی می‌شد. اینجا شامل باغ‌های شکیل و پیراسته بزرگ و گروهی از جذابیت‌ها است.